# Ramo

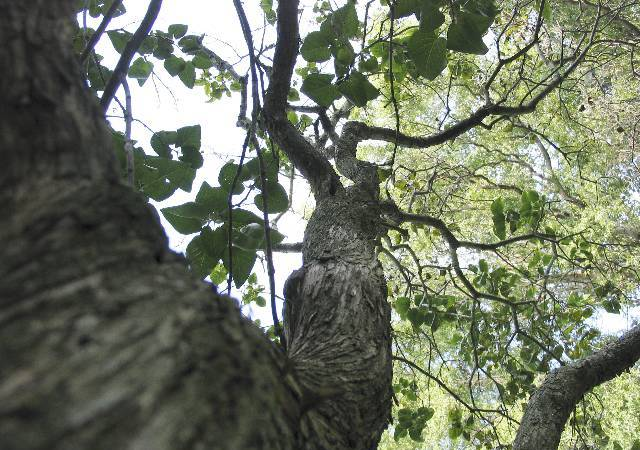
Esempio di ramo di albero.

In botanica i rami sono un'espansione del fusto che sostengono foglie, fiori e frutti. In agronomia son detti anche branche.
Alle ramificazioni di primo ordine si appongono poi ramificazioni di ordine superiore. Il primo ordine è considerato dall'angolo formato con il tronco nel punto di inserzione. Vanno calcolati gli altri partendo dai primi, in sequenza. I rami possono essere più o meno lunghi, pertanto distinguiamo brachiblasti (di dimensioni minori) e macroblasti (di dimensioni maggiori). Generalmente i brachiblasti sono anche fruttiferi.

## Tipologie
- Polloni[7]. Un ramo a legno che nasce alla base del fusto dell’albero, direttamente dalle radici.
- Succhioni[8]. Non è un ramo da frutto ma un ramo a legno. Nasce da una branca, dal ceppo o spesso dal portinnesto.
- Brindilli (o spur)[9]. Rami con un anno di età, sottili e abbastanza lunghi (20/30 cm). SI trovano nelle piante pomacee e drupacee (soprattutto sul pesco).
- Dardi[10]. Rami corti (5–10 cm) che terminano con gemme a fiore oppure con una gemma a legno. Si trovano sulle drupacee.
- Mazzetti di maggio[11]. Hanno un raggruppamento di gemme all’apice, caratteristici di susino e ciliegio.
- Lamburde[12]. Rametti lunghi 5 cm delle pomacee, che terminano con gemma apicale mista oppure a legno.
- Rami misti[13]. Rami che presentano sia gemme a fiore che gemme a legno.
- Vermene[14]. Rami a frutto della pianta di olivo.
- Ramo anticipato. Deriva da gemme che danno vita al germoglio nello stesso anno della loro formazione. È molto frequente nel pesco[15][16].

## Galleria d'immagini

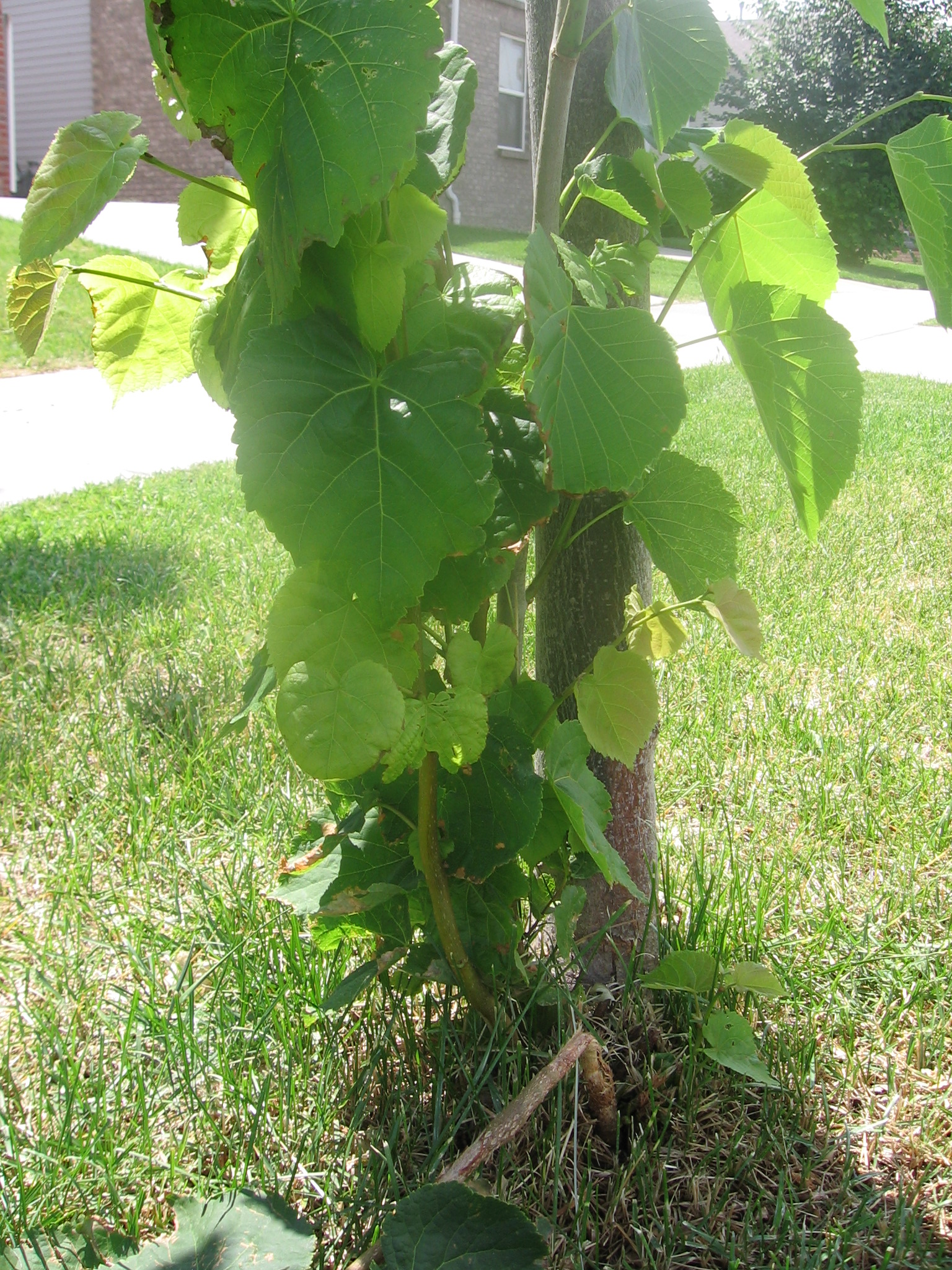
Esempio di pollone
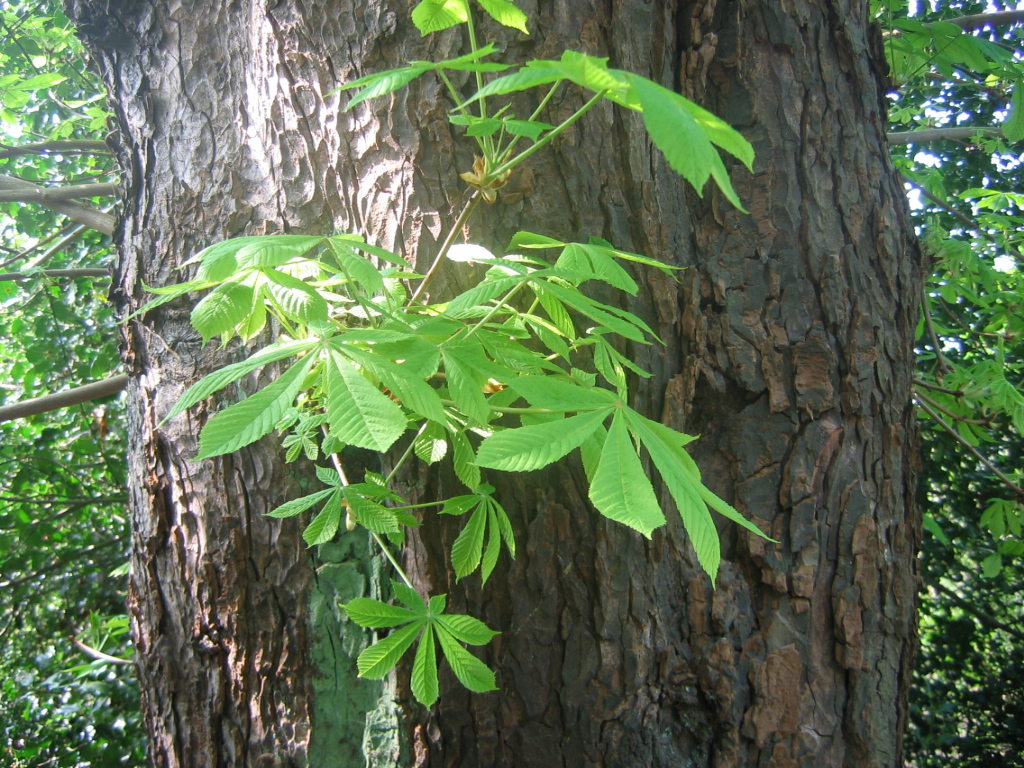
Esempio di succhione
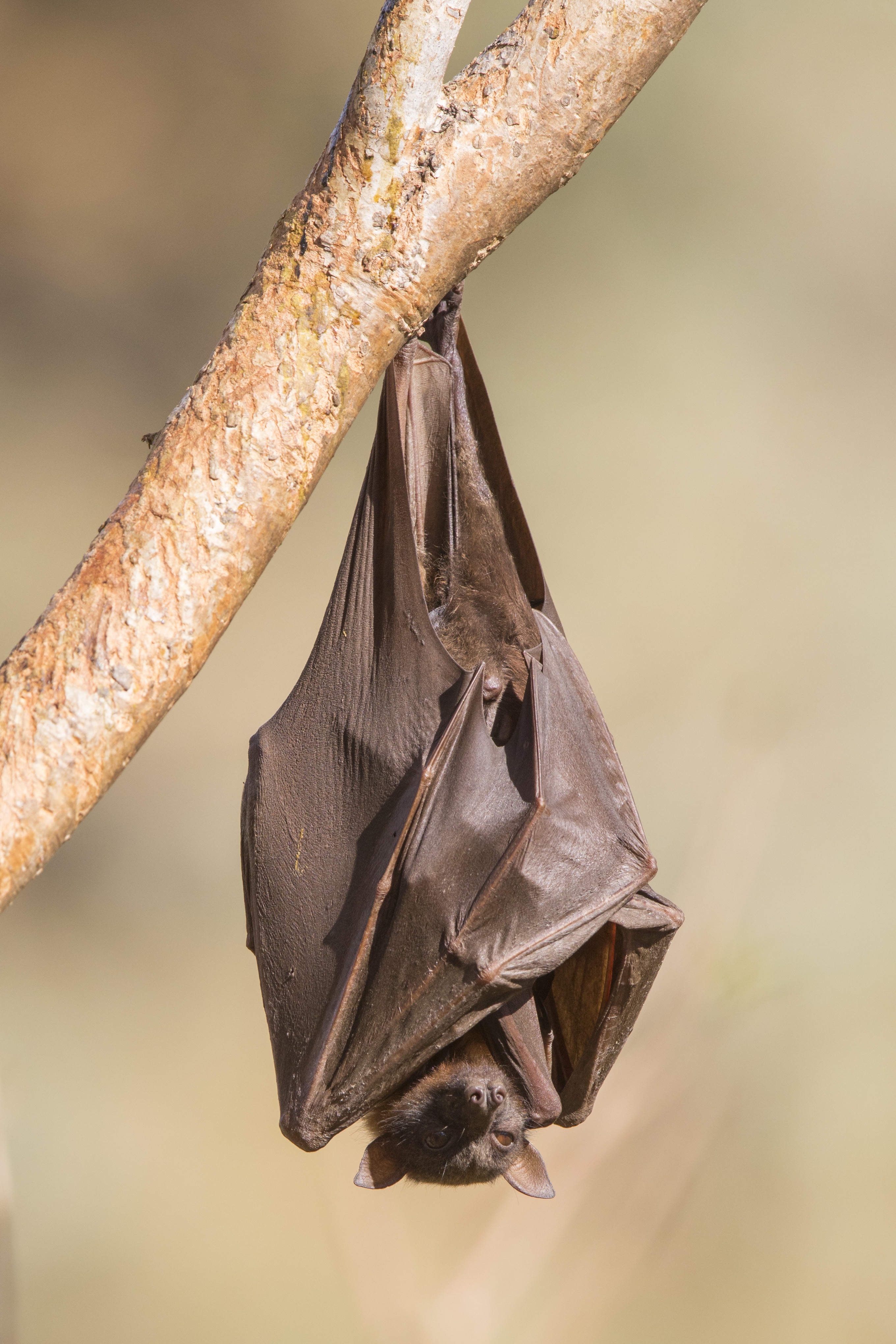
Pipistrello aggrappato ad un ramo
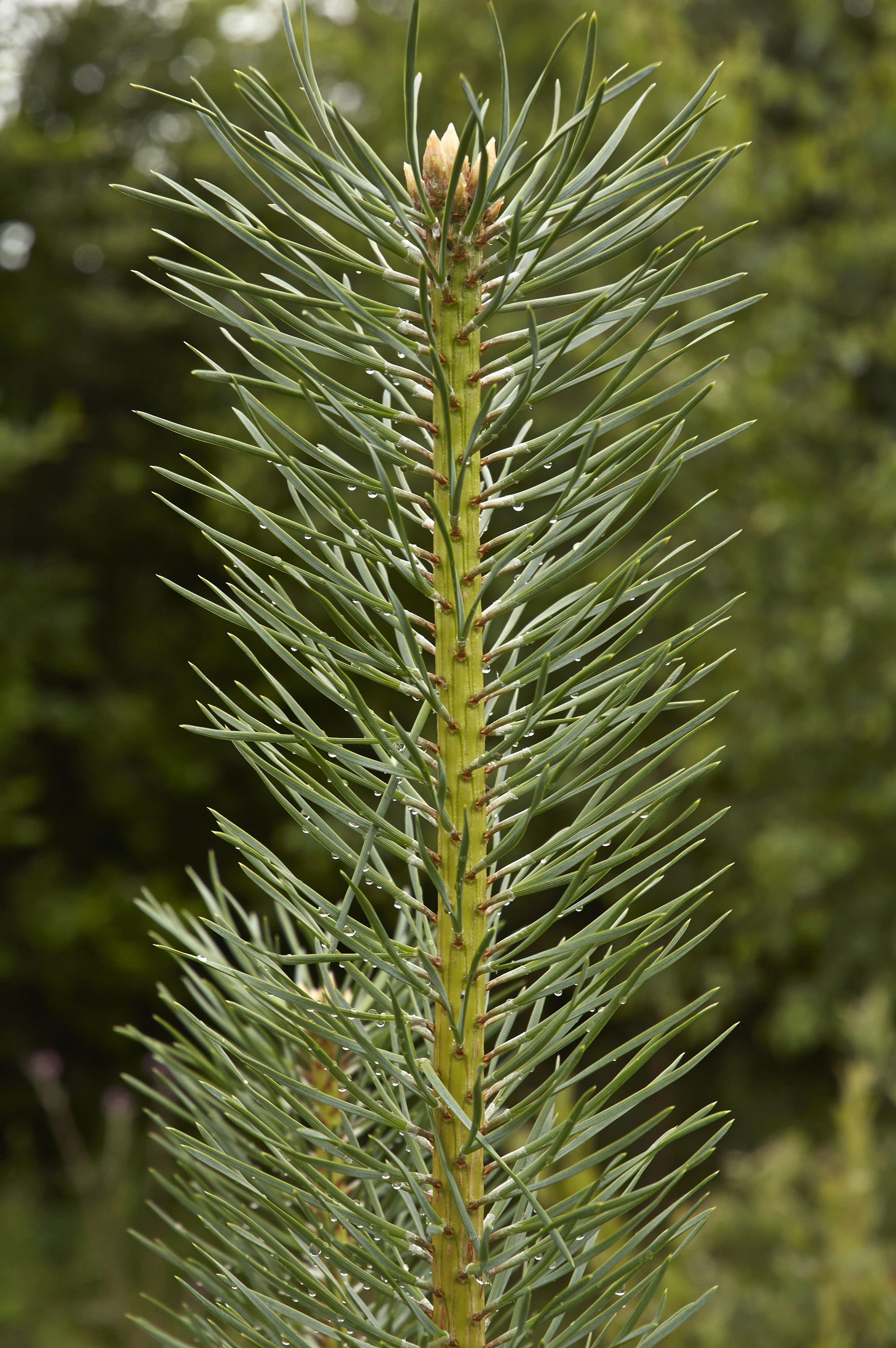
Ramo di Pinus sylvestris
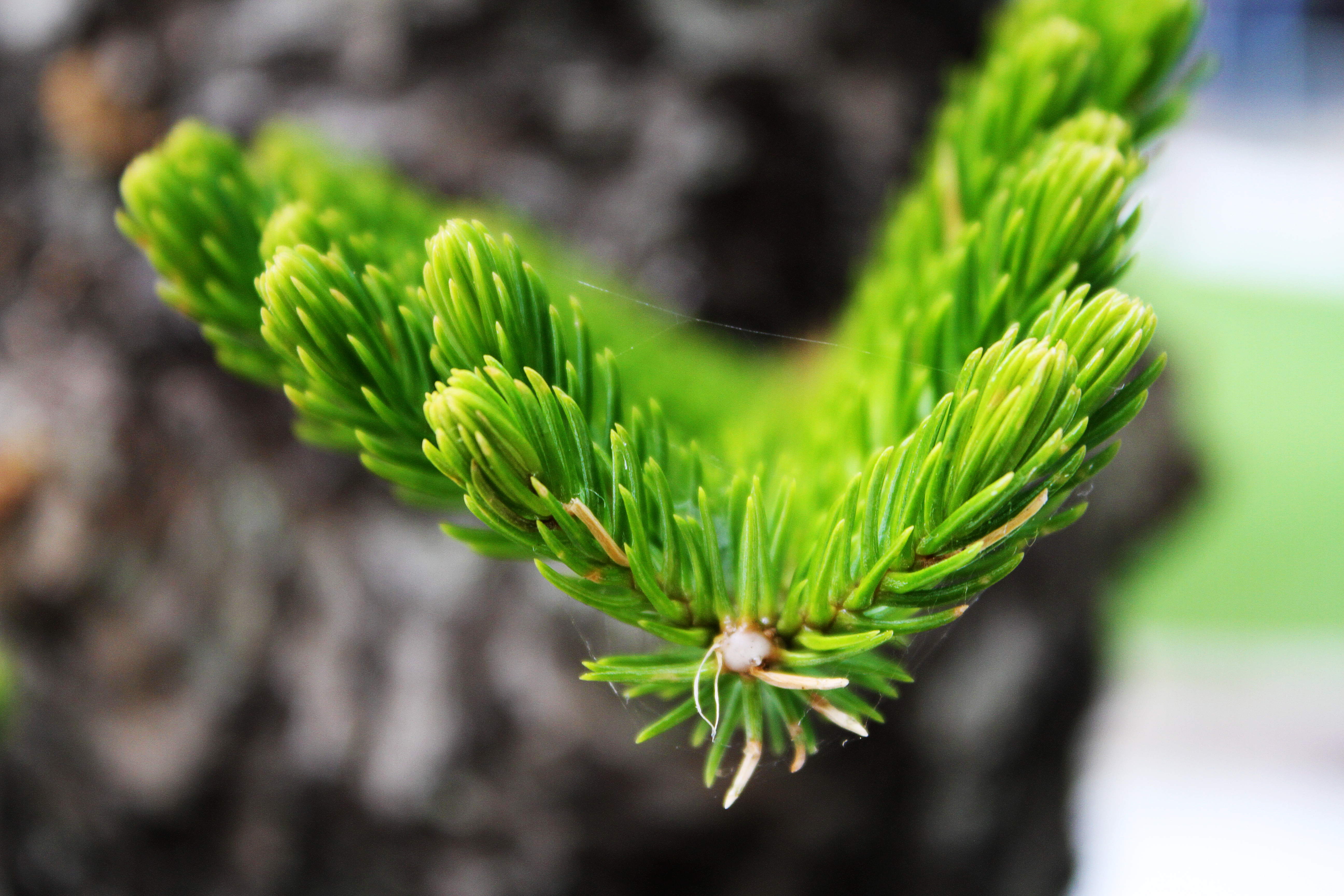
Un ramo di un albero di Araucaria con ragnatela
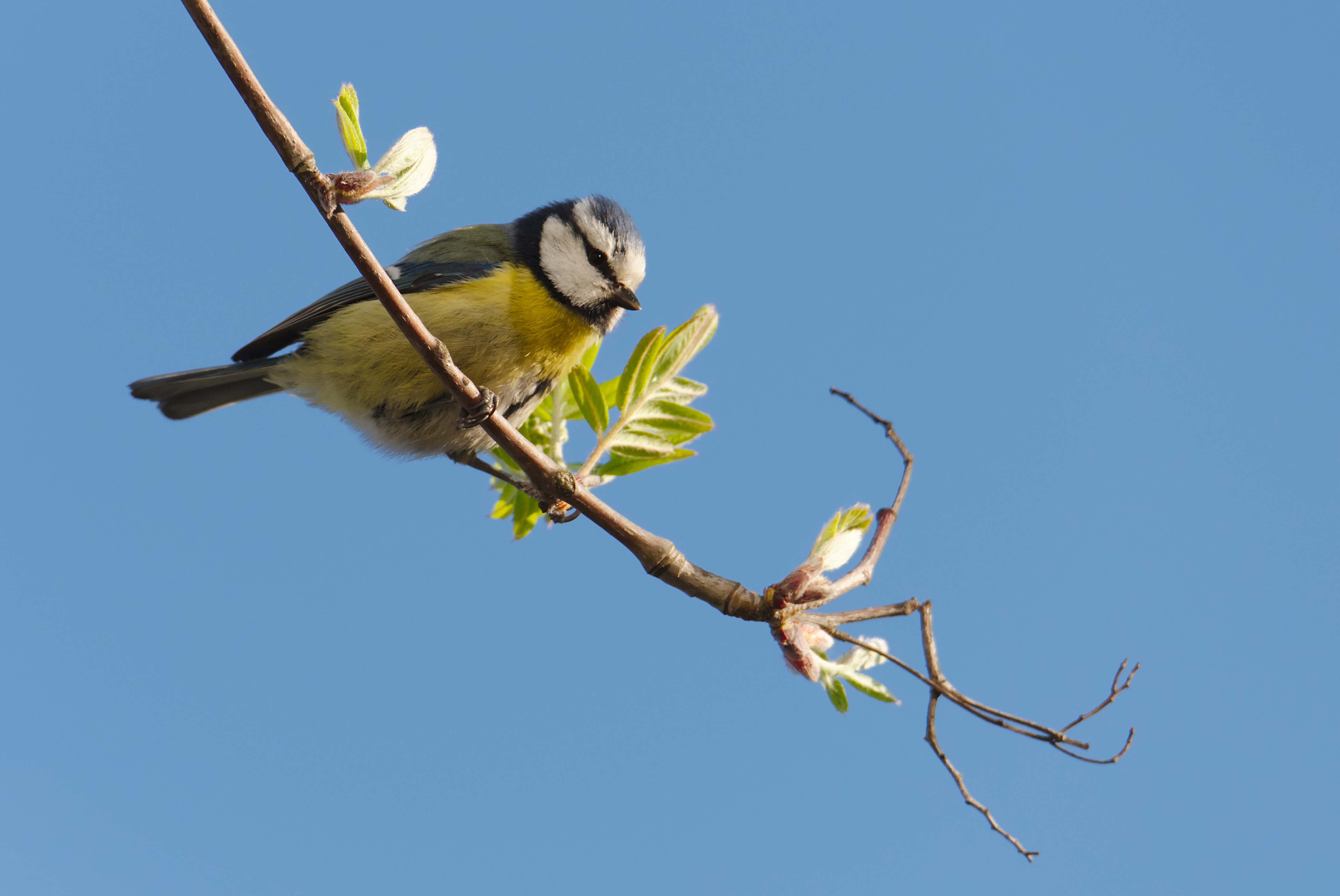
Una cinciarella eurasiatica (Cyanistes caeruleus) seduto su un ramo
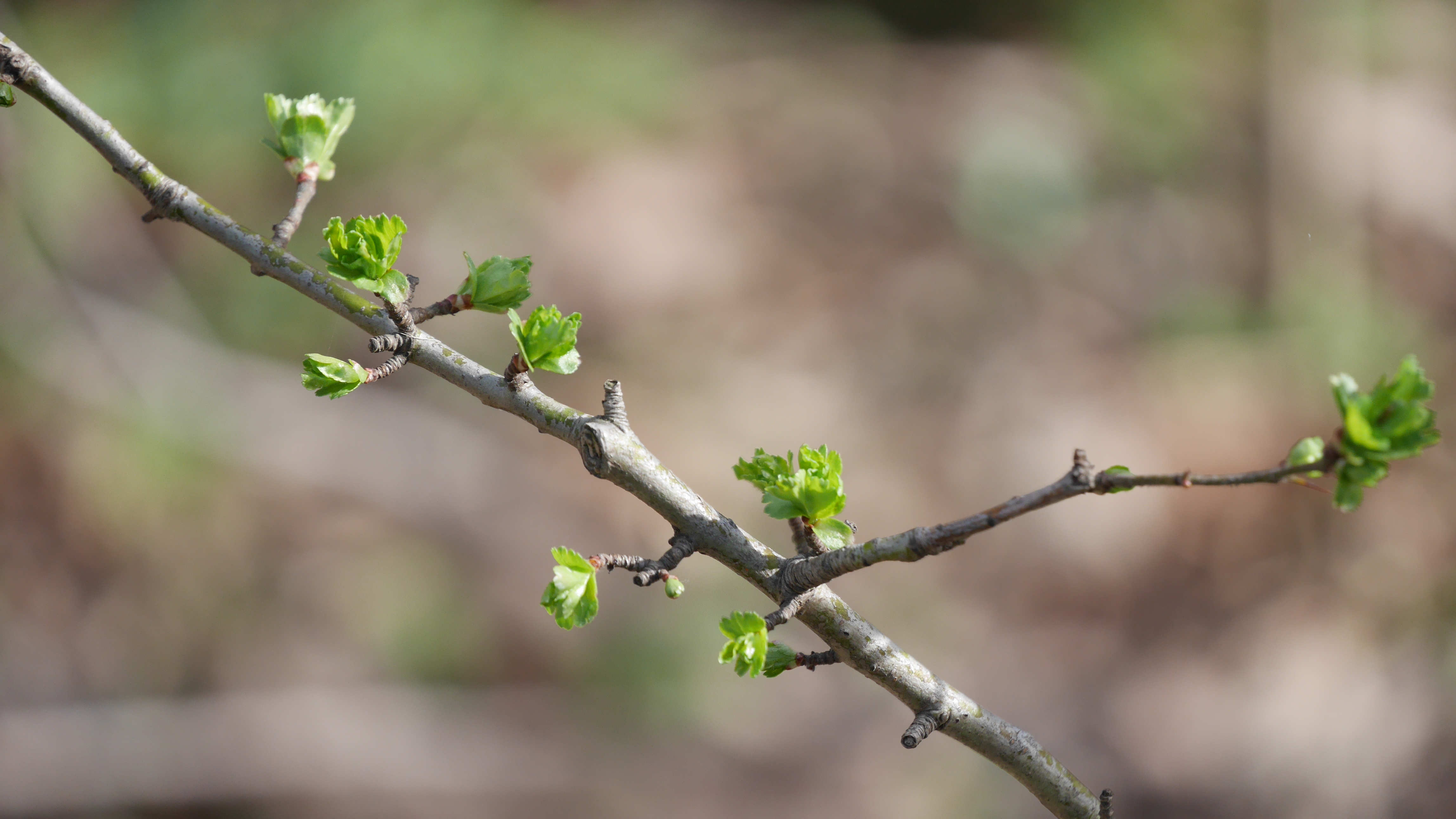
Boccioli fioriti su un ramo in Polonia
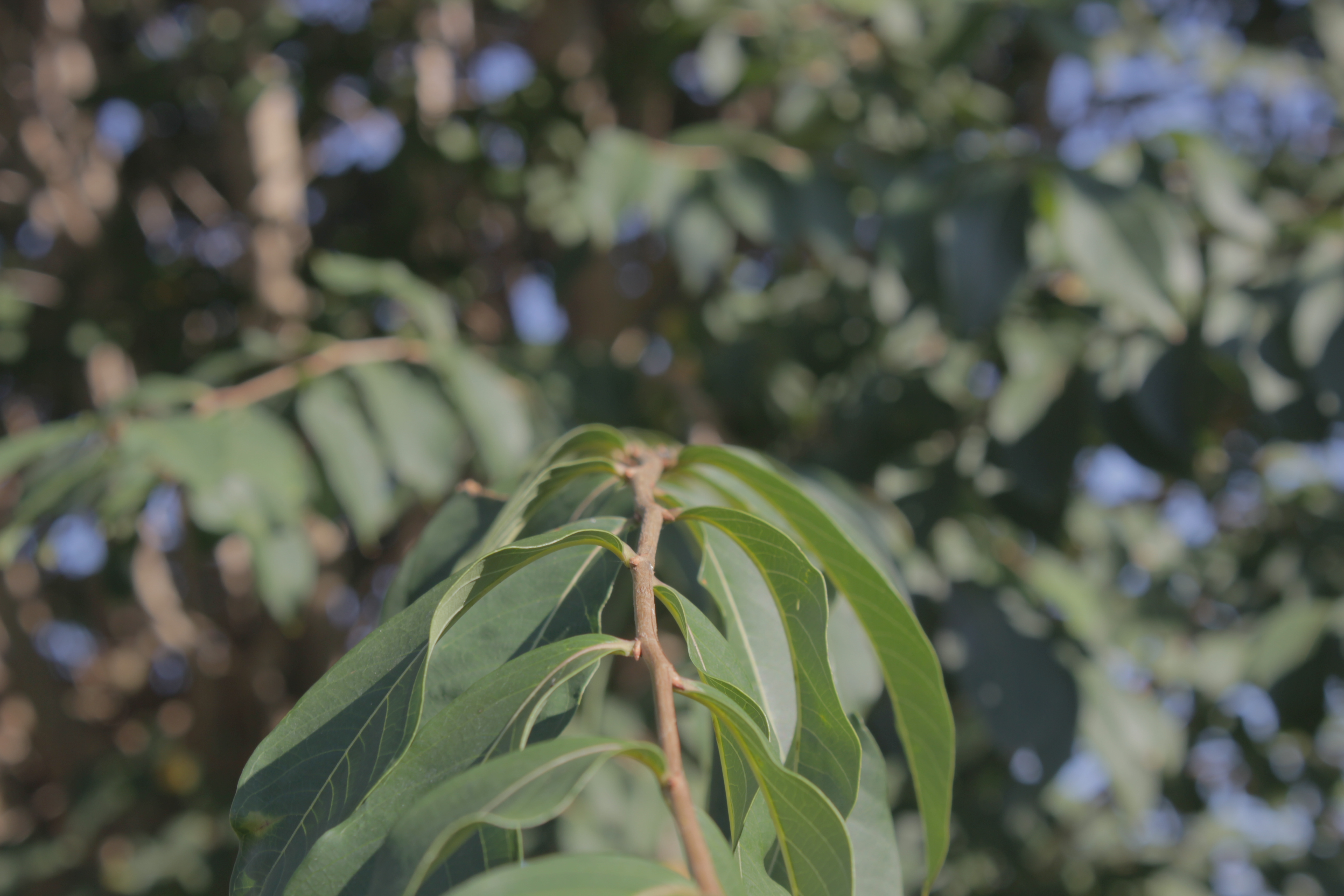
Un ramo di Lagerstroemia